# ایستگاه کوریهاما
ایستگاه کوریهاما (به ژاپنی: 久里浜駅 Kurihama-eki) یک ایستگاه خط آهن وابسته به خط یوکوسوکا است که در منطقه یوکوسوکا، کاناگاوا قرار دارد. این ایستگاه توسط شرکت راه‌آهن شرق ژاپن اداره می‌شود.